# Bataille de Colachel
Guerre entre le Travancore et la Compagnie néerlandaise des Indes orientales
La bataille de Colachel (ou bataille de Kulachal) est une bataille livrée le 10 août 1741 durant le conflit qui opposa l'état indien du Travancore à la Compagnie néerlandaise des Indes orientales, et vit les forces de Marthanda Varma (en), Roi ou Raja du Travancore (encore appelé Tiruvitamkur) s'imposer contre celles des Néerlandais, à Kulachal (anglicisée en Colachel ou Kolachel) en Inde. Cette bataille est considérée comme un des premiers exemples de victoire d'une puissance militaire asiatique organisée contre une puissance navale européenne. Des combats antérieurs sur la côte ouest de l'Inde menées par des marins locaux comme Kunjali Marakkar (en) au début du XVIe siècle, puis Kanhoji Angre au début du XVIIIe siècle furent d'une bien moindre ampleur et s'apparentent dans leur nature plutôt à des guérillas. Le succès du Raja est attribué au génie tactique de son premier ministre Ramayyan Dalawa (en). Cette bataille marqua le déclin de l'influence néerlandaise sur l'Inde, et permis l'émergence de la Compagnie anglaise des Indes orientales, prélude à la colonisation britannique en Inde.

## Contexte
Lors de la constitution de l'état princier du Travancore, Martanda Varmâ, protégé par un traité avec la Compagnie anglaise des Indes orientales, s'attaqua au petit royaume de Kayamkulam (en), suspect de conspirations à son égard. Réalisant que la majorité de leur commerce en poivre provenait de cet état, les Néerlandais sentirent leurs intérêts menacés, et craignant la fin de leur monopole commercial au profit des Anglais, ils demandèrent une audience auprès de Marthanda Varma (en) afin qu'il renonce à ses prétentions sur cet état. S'étant vus signifier qu'il s'agissait d'affaires qui ne les concernaient pas, les Néerlandais menacèrent de prendre les armes en arguant de leur puissance « supérieure ». Les Néerlandais décidèrent d'attaquer à la suite de cet entretien qui s'acheva par une réplique du Maharadjah en colère, mentionnant qu'il y avait toujours des forêts dans le Travancore où son peuple pourrait se cacher et qu'il projetait d'envahir l'Europe avec ses pêcheurs.

## La bataille
La bataille commença lorsque les forces néerlandaises, commandées par le capitaine Eustache de Lannoy (aussi écrit D'lennoy ou De Lennoy), débarquèrent avec leur artillerie à Colachel (aujourd'hui 'Kulachal'), petite mais importante bourgade côtière du Travancore et s'emparèrent de tout le territoire menant jusqu'à Padmanabhapuram (en), capitale de l'état. L'arrivée de l'armée du Raja provenant du Nord contraignit les Néerlandais à se replier vers Kulachal, où ils furent défaits par les forces du Travancore.

## Impact
L'État du Travancore prit le contrôle du commerce du poivre, ce qui ne fut pas sans répercussions sur les relations entre les Néerlandais et les états princiers du Kerala. En 1753 les Néerlandais signèrent le traité de Mavelikkara avec le Raja leur permettant de vendre armes et munitions en échange de leur non-interférence sur les visées expansionnistes du Raja. L'influence de la Compagnie néerlandaise s'estompa en Inde pour se renforcer en Indonésie. Les échanges avec le Kerala finirent en 1795, lorsque les Anglais s'emparèrent du royaume de Kochi (ou Cochin).
Une vingtaine de soldats néerlandais fut capturée, et leur commandant, Eustache de Lannoy, rejoignit à vie les rangs de l'armée du raja de Travancore en échange de sa vie sauve. Rapidement promu Amiral (Valiya Kappithan), il contribua pendant deux décennies à la fortification du pays et à la modernisation de son armée en y introduisant l'usage des armes à feu et de l'artillerie.